# ジャック10
『ジャック10』（ジャックテン）は、2010年4月14日から9月22日まで日本テレビ系列で毎週水曜日の23:58 - 翌0:29（JST）に放送されたバラエティ番組である。ハイビジョン制作。

## 概要
番組冒頭でゲストが自分の弱点を披露する。その後、世の中にある様々な弱点の克服方法を若手芸人、タレント、アイドルが披露する。

## 出演者

### レギュラー
- 千原ジュニア
- 板尾創路
- 藤井隆

### ゲストと弱点プレゼンター(「克服の会」会員)
| 回 | 放送日         | ゲスト                                                                                            | プレゼンター(「克服の会」会員) |
| -- | -------------- | ------------------------------------------------------------------------------------------------- | --- |
| 1  | 2010年 4月14日 | MEGUMI                                                                                            | タケト（Bコース）、村上健志（フルーツポンチ）、世界のナベアツ、綾部祐二（ピース）、坂口真弓（少年少女） |
| 2  | 2010年 4月21日 | 吉川ひなの                                                                                        | 世界のナベアツ、なだぎ武（ザ・プラン9）、伊達みきお（サンドウィッチマン）、加藤歩（ザブングル）、イーグル溝神（超新塾） |
| 3  | 2010年 4月28日 | 成海璃子                                                                                          | 杉山裕之（我が家）、石橋尊久（イシバシハザマ）、藤森慎吾（オリエンタルラジオ）、川島邦裕（野性爆弾）、レイザーラモンRG |
| 4  | 2010年 5月5日  | 矢口真里                                                                                          | 福徳秀介（ジャルジャル）、にしおかすみこ、田中卓志（アンガールズ）、ユージ、中田敦彦（オリエンタルラジオ） |
| 5  | 2010年 5月12日 | 羽田美智子                                                                                        | 後藤淳平（ジャルジャル）、綾部祐二（ピース）、今野浩喜（キングオブコメディ）、片山裕介（ヒカリゴケ）、世界のナベアツ、中岡創一（ロッチ） |
| 6  | 2010年 5月19日 | Reina、Nana（MAX）                                                                                | ゴルゴ松本（TIM）、木村卓寛（天津）、チャンカワイ（Wエンジン）、澤部佑（ハライチ）、次原かな、キャンディ畑あめ子（あげは） |
| 7  | 2010年 5月26日 | スザンヌ                                                                                          | 向清太朗（天津）、ノッチ（デンジャラス）、コカドケンタロウ（ロッチ）、あべこうじ、なだぎ武（ザ・プラン9） |
| 8  | 2010年 6月2日  | 杉本彩                                                                                            | 光浦靖子（オアシズ）、ふかわりょう、小沢一敬（スピードワゴン）、大島美幸（森三中）、若月徹（若月） |
| 9  | 2010年 6月9日  | 手島優                                                                                            | 黒沢かずこ（森三中）、井戸田潤（スピードワゴン）、狩野英孝、塙宣之（ナイツ）、阿部磨有香（少年少女） |
| 10 | 2010年 6月16日 | 上原多香子                                                                                        | 視聴者投稿企画「私が見つけた街の弱点」のためプレゼンターなし |
| 11 | 2010年 6月24日 | 優木まおみ                                                                                        | にしおかすみこ、タケト（Bコース）、馬場園梓（アジアン）、尾形貴弘（パンサー）、吉村崇（平成ノブシコブシ）、西田幸治（笑い飯） |
| 12 | 2010年 6月30日 | 山瀬まみ                                                                                          | 哲夫（笑い飯）、角田晃広（東京03）、吉村崇（平成ノブシコブシ）、片岡正徳（オオカミ少年）、もう中学生、若月亮（若月） |
| 13 | 2010年 7月7日  | 里田まい                                                                                          | 博多大吉、吉村崇（平成ノブシコブシ）、大西ライオン、のりを（もっこすファイヤー）、博多華丸 |
| 14 | 2010年 7月14日 | 美波                                                                                              | 竹若元博（バッファロー吾郎）、ユージ、秋本智仁（5GAP）、木村明浩（バッファロー吾郎）、渡辺直美 |
| 15 | 2010年 7月21日 | 天童よしみ                                                                                        | 浅越ゴエ（ザ・プラン9）、川島明（麒麟）、宇治原史規（ロザン）、片岡正徳（オオカミ少年）、ことみ（上海ドール） |
| 16 | 2010年 7月28日 | あびる優                                                                                          | 世界のナベアツ、田村裕（麒麟）、堤下敦（インパルス）、家城啓之（カリカ） |
| 17 | 2010年 8月4日  | 西川史子                                                                                          | お〜い!久馬（ザ・プラン9）、菅広文（ロザン）、矢部太郎（カラテカ）、高森敬太（初恋タロー）、地デジカ |
| 18 | 2010年 8月11日 | 吉川ひなの、 矢口真里、 杉本彩、 MEGUMI、 山瀬まみ、 Reina・Nana、 あびる優、 手島優、 優木まおみ | 夏休み特別企画「ゲストが驚いた克服法SP」 伊達みきお（サンドウィッチマン）、田中卓志（アンガールズ）、光浦靖子（オアシズ）、村上健志（フルーツポンチ）、角田晃広（東京03）、チャンカワイ（Wエンジン）、家城啓之（カリカ）、狩野英孝、西田幸治（笑い飯） |
| 19 | 2010年 8月18日 | なし                                                                                              | 視聴者投稿企画「私が見つけた弱点（街の弱点、テレビ業界の弱点、スポーツの弱点）」のためプレゼンターなし |
| 20 | 2010年 8月25日 | 虎南有香                                                                                          | 片岡正徳（オオカミ少年）、エハラマサヒロ、望月遼馬（えんにち）、鈴木Q太郎（ハイキングウォーキング） |
| 21 | 2010年 9月1日  | Lina、Mina（MAX）                                                                                 | 吉村崇（平成ノブシコブシ）、VITA（アロハ）、佐久間一行、久保田和靖（とろサーモン） |
| 22 | 2010年 9月8日  | 上原美優                                                                                          | 世界のナベアツ、又吉直樹（ピース）、哲夫（笑い飯）、村田秀亮（とろサーモン） |
| 23 | 2010年 9月15日 | 若槻千夏                                                                                          | 中田敦彦（オリエンタルラジオ）、浜谷健司（ハマカーン）、楽しんご、片岡正徳（オオカミ少年）、木村明浩（バッファロー吾郎） |
| 24 | 2010年 9月22日 | 総集編                                                                                            | 総集編 |

### ナレーター
- 秀島史香

## エンディングテーマ
- 2010年4月度「Mother」茉奈 佳奈
- 2010年5月度「メンドクサイ愛情」大島麻衣
- 2010年6月度「君に逢いたい」藤澤ノリマサ
- 2010年7月度「再恋歌（Love Again）」風流 〜fool you
- 2010年8月度「君しか」ノースリーブス
- 2010年9月度 「100万回のSMK」 バニラビーンズ

## スタッフ
- 構成：高須光聖、松本真一、小幡真弘、酒井健作、大塚博信、安達××、辻賢一
- TM：古川誠一（日本テレビ）
- SW：望月達史（日本テレビ）
- CAM：水梨潤（日本テレビ）
- MIX：白水英国
- VE：小野敏之
- 照明：井口弘一郎
- 編集：糸山堅太
- MA：吉田幸輔
- 音効：井澤利幸
- 美術：中原晃一、三浦昭彦、波多野真理
- 広報：満松隆一郎（日本テレビ）
- TK：坂本幸子
- デスク：佐藤恵子
- 演出補：村松茂樹、宍戸透、相馬令子
- AP：吉川美由紀（AX-ON）、村越多恵子（モスキート）
- ディレクター：池田哲也（ステイ）、五歩一勇治・箙英明・加藤健太（AX-ON）、佐藤ゆうし・小野日出紀・宇津浩二（モスキート）
- 演出：遠藤達也（ステイ）、舟澤謙二（モスキート）
- 企画・演出：津留正宏（AX-ON）
- プロデューサー：上田識喜（AX-ON）、稲冨聡（よしもとクリエイティブ・エージェンシー）、斎藤みさ子（モスキート）／寺内壮（日本テレビ、以前は、編成担当プロデューサー）
- チーフプロデューサー：小松良徳（日本テレビ、以前は、制作）
- 技術協力：NiTRo、4Cast、PDトウキョウ
- 美術協力：日テレアート
- 制作協力：吉本興業、モスキート
- 企画制作：AX-ON（以前は、製作著作）
- 製作著作：日本テレビ（以前は、企画制作）

### 過去のスタッフ
- 広報：立柗典子（日本テレビ）

## ネット局
| 放送対象地域   | 放送局                                 | 系列                                           | 放送曜日・時間     |
| -------------- | -------------------------------------- | ---------------------------------------------- | ------------------ |
| 関東広域圏     | 日本テレビ（NTV） 『ジャック10』制作局 | 日本テレビ系列                                 | 水曜23:58 - 翌0:29 |
| 北海道         | 札幌テレビ（STV）                      | 日本テレビ系列                                 | 水曜23:58 - 翌0:29 |
| 青森県         | 青森放送（RAB）                        | 日本テレビ系列                                 | 水曜23:58 - 翌0:29 |
| 岩手県         | テレビ岩手（TVI）                      | 日本テレビ系列                                 | 水曜23:58 - 翌0:29 |
| 宮城県         | ミヤギテレビ（MMT）                    | 日本テレビ系列                                 | 水曜23:58 - 翌0:29 |
| 秋田県         | 秋田放送（ABS）                        | 日本テレビ系列                                 | 水曜23:58 - 翌0:29 |
| 山形県         | 山形放送（YBC）                        | 日本テレビ系列                                 | 水曜23:58 - 翌0:29 |
| 福島県         | 福島中央テレビ（FCT）                  | 日本テレビ系列                                 | 水曜23:58 - 翌0:29 |
| 山梨県         | 山梨放送（YBS）                        | 日本テレビ系列                                 | 水曜23:58 - 翌0:29 |
| 新潟県         | テレビ新潟（TeNY）                     | 日本テレビ系列                                 | 水曜23:58 - 翌0:29 |
| 長野県         | テレビ信州（TSB）                      | 日本テレビ系列                                 | 水曜23:58 - 翌0:29 |
| 静岡県         | 静岡第一テレビ（SDT）                  | 日本テレビ系列                                 | 水曜23:58 - 翌0:29 |
| 富山県         | 北日本放送（KNB）                      | 日本テレビ系列                                 | 水曜23:58 - 翌0:29 |
| 石川県         | テレビ金沢（KTK）                      | 日本テレビ系列                                 | 水曜23:58 - 翌0:29 |
| 福井県         | 福井放送（FBC）                        | 日本テレビ系列／テレビ朝日系列                 | 水曜23:58 - 翌0:29 |
| 中京広域圏     | 中京テレビ（CTV）                      | 日本テレビ系列                                 | 水曜23:58 - 翌0:29 |
| 近畿広域圏     | 読売テレビ（ytv）                      | 日本テレビ系列                                 | 水曜23:58 - 翌0:29 |
| 鳥取県・島根県 | 日本海テレビ（NKT）                    | 日本テレビ系列                                 | 水曜23:58 - 翌0:29 |
| 広島県         | 広島テレビ（HTV）                      | 日本テレビ系列                                 | 水曜23:58 - 翌0:29 |
| 山口県         | 山口放送（KRY）                        | 日本テレビ系列                                 | 水曜23:58 - 翌0:29 |
| 徳島県         | 四国放送（JRT）                        | 日本テレビ系列                                 | 水曜23:58 - 翌0:29 |
| 香川県・岡山県 | 西日本放送（RNC）                      | 日本テレビ系列                                 | 水曜23:58 - 翌0:29 |
| 愛媛県         | 南海放送（RNB）                        | 日本テレビ系列                                 | 水曜23:58 - 翌0:29 |
| 高知県         | 高知放送（RKC）                        | 日本テレビ系列                                 | 水曜23:58 - 翌0:29 |
| 福岡県         | 福岡放送（FBS）                        | 日本テレビ系列                                 | 水曜23:58 - 翌0:29 |
| 長崎県         | 長崎国際テレビ（NIB）                  | 日本テレビ系列                                 | 水曜23:58 - 翌0:29 |
| 熊本県         | くまもと県民テレビ（KKT）              | 日本テレビ系列                                 | 水曜23:58 - 翌0:29 |
| 大分県         | テレビ大分（TOS）                      | 日本テレビ系列／フジテレビ系列                 | 水曜23:58 - 翌0:29 |
| 宮崎県         | テレビ宮崎（UMK）                      | フジテレビ系列／日本テレビ系列／テレビ朝日系列 | 水曜23:58 - 翌0:29 |
| 鹿児島県       | 鹿児島読売テレビ（KYT）                | 日本テレビ系列                                 | 水曜23:58 - 翌0:29 |